# Vellozia gigantea
Vellozia gigantea là một loài thực vật có hoa trong họ Velloziaceae. Loài này được N.L.Menezes & Mello-Silva miêu tả khoa học đầu tiên năm 1999.